# Montreuil-l'Argillé
Montreuil-l'Argillé é uma comuna francesa na região administrativa da Normandia, no departamento de Eure. Estende-se por uma área de 13,84 km². Em 2010 a comuna tinha 842 habitantes (densidade: 60,8 hab./km²).